# おはようサンデー
おはようサンデーは、ミュージックバード制作、日本各地のコミュニティ放送局で放送されているラジオ番組。パーソナリティは河村由美。
当初はThe United Cities of Japan おはようサンデー（ザ・ユナイテッド・シティーズ・オブ・ジャパン おはようサンデー）としており、土曜日のおはようサタデーとあわせて浜菜みやこがパーソナリティを務めた。
2006年8月5日、「おはようサタデー」に思いのままに〜ミュージックサンキューを内包することで番組構成が土・日でかわることとなり、浜菜は当番組のみの出演となった。
2024年4月7日よりパーソナリティは河村由美に交代した。

## 概要
2004年4月より放送開始。
毎週メッセージテーマを設け、音楽や様々なコーナーを交えながらリスナーから寄せられたメッセージを紹介していく生放送番組。

## 放送時間
毎週日曜日7時00分-8時55分（JST）。
番組をネットするコミュニティ放送局によっては途中で終了、もしくは途中から開始する局がある。

### 過去の放送時間
毎週日曜日6時00分-8時55分（JST）。

## 番組コーナー
- オープニング（7:00-）
- ニュース＆Weather Information（7:20頃-）
- 新刊ブックナビ〜本屋さんに行こう〜（7:38 - 7:55）

前半は新刊を紹介し、後半は全国の書店のスタッフに電話インタビューをしておすすめの書籍を紹介してもらう（提供・講談社）。
- Weekly Recomend（7:55 - 8:00、ネット局によっては別番組）
- 8時台オープニング（8:00-）
- 道を開く〜松下幸之助があなたに贈る言葉〜（8:15-）

PHP研究所より発刊されている書籍『道を開く』から、松下幸之助の言葉を大橋俊夫の朗読で紹介する。
- ニュース（8:25頃-）
- ハッピーバースデー（8:30頃-）

放送日直近に誕生日や記念日を迎えるリスナー、またはリスナーの家族や知り合いを祝う。コーナーの最後には浜菜がハッピーバースデートゥーユーを歌い、「Happy birthday,dear」の後に紹介したリスナー（またはリスナーの家族、知り合い）の名前をすべて読み上げる。
- エンディング（8:50頃-）

## 過去の主なコーナー
- ノンストップミュージック

ノンストップで、様々な音楽を送る。
- はまみ～のこんなの見ました

浜菜が見た映画を紹介。

## その他
- 2014年7月6日は番組初の出張生放送を山口県下関市のコミュニティFM・COME ON! FMのスタジオから行った。